# Myriam Muller
Myriam Mujer (Ciudad de Luxemburgo, 12 de abril de 1971) es una actriz de cine luxemburguesa.

## Biografía
El director Pol Cruchten le ofreció su primer papel importante en la película [Hochzäitsnuecht]]. Bajo la dirección de Jean Delannoy interpretó el papel de María, madre de Jesús en la película María de Nazaret. Después tuvo pequeños papeles en las películas de 8 femmes ½ de Peter Greenaway y La sombra del vampiro de E. Elias Merhige, antes de obtener un papel principal en la película Le Club des chômeurs de Andy Bausch.

## Filmografía
- 1992: Hochzäitsnuecht: Catherine
- 1995: María de Nazaret: María
- 1996: Le Cygne d'Odense (TV)
- 1998: L'Assassin pleurait (TV)
- 1999: 8 femmes ½: Marianne, Emmenthal Maid
- 2000: La sombra del vampiro: Maria
- 2001: Le Club des chômeurs: Angie
- 2004: PiperMint... das Leben: Mama Mint
- 2005: Starfly: La madre de Bobby
- 2006: Deepfrozen: Tupper Tussi
- 2006: Perl oder Pica: Tante Zëss
- 2011: La Très excellente et divertissante histoire de François Rabelais de Hervé Baslé (TV): Marguerite de Navarre

## Teatro (selección)
- Les Monologues du vagin de Eve Ensler
- Hamlet de William Shakespeare
- Trahisons de Harold Pinter
- BASH de Neil LaBute